# Friedrich Wilhelm Ludwig Kraenzlin
Friedrich (Fritz) Wilhelm Ludwig Kränzlin (1847-1934) was een Duits botanicus en orchideeënspecialist.
In de geschiedenis van de Europese studies van Zuid-Afrikaanse orchideeën volgt hij Heinrich Gustav Reichenbach op. Hij beschrijft talrijke nieuwe soorten orchideeën en werkt aan een herziening van een aantal Geslachten. Zijn belangrijkste werk, Orchidacearum Genera et Species, blijft onafgewerkt, maar het deel met de beschrijving van de geslachten Habenaria, Disa en Disperis verschijnt in 1901.
Hij was geassocieerd met het Natural History Museum in Londen.

## Eponiemen
Het orchideeëngeslacht Kraenzlinella (synoniem van Pleurothallis) is door Otto Kuntze naar hem vernoemd, net als de orchidee Grastidium kraenzlinii.